# Antennarius coccineus
Antennarius coccineus är en fiskart som först beskrevs av Lesson, 1831.  Antennarius coccineus ingår i släktet Antennarius och familjen Antennariidae. Inga underarter finns listade i Catalogue of Life.

## Bildgalleri

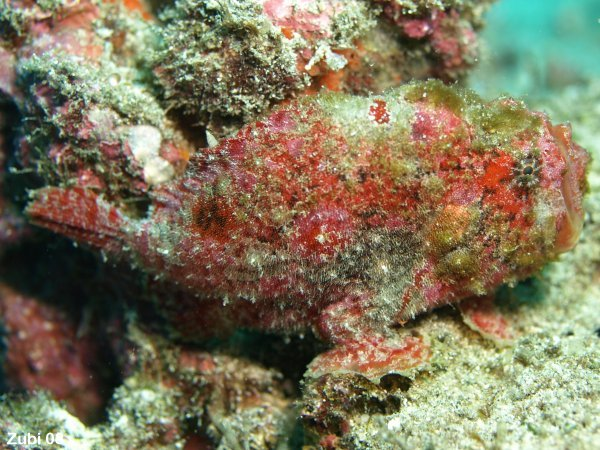
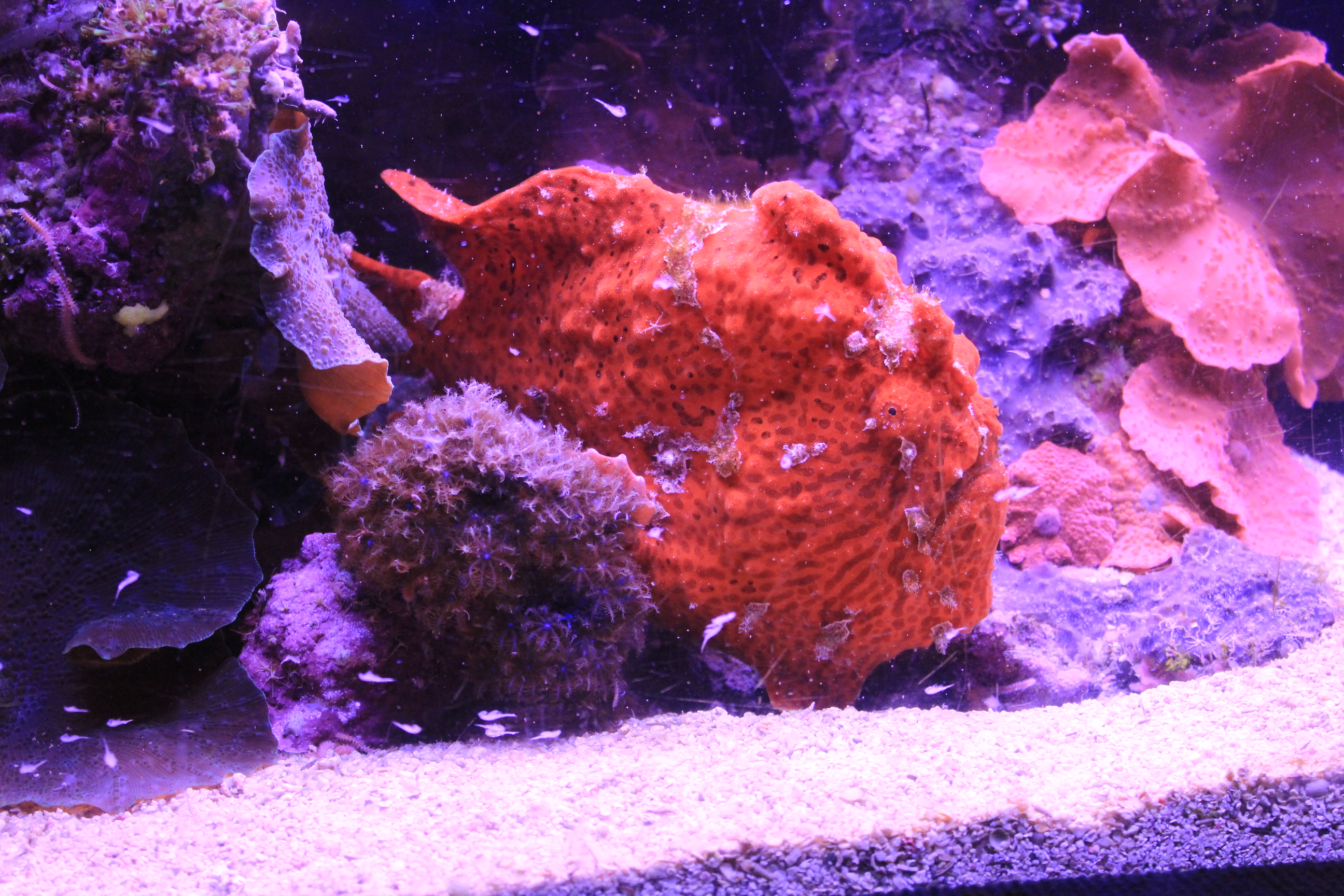